# Urnské Alpy

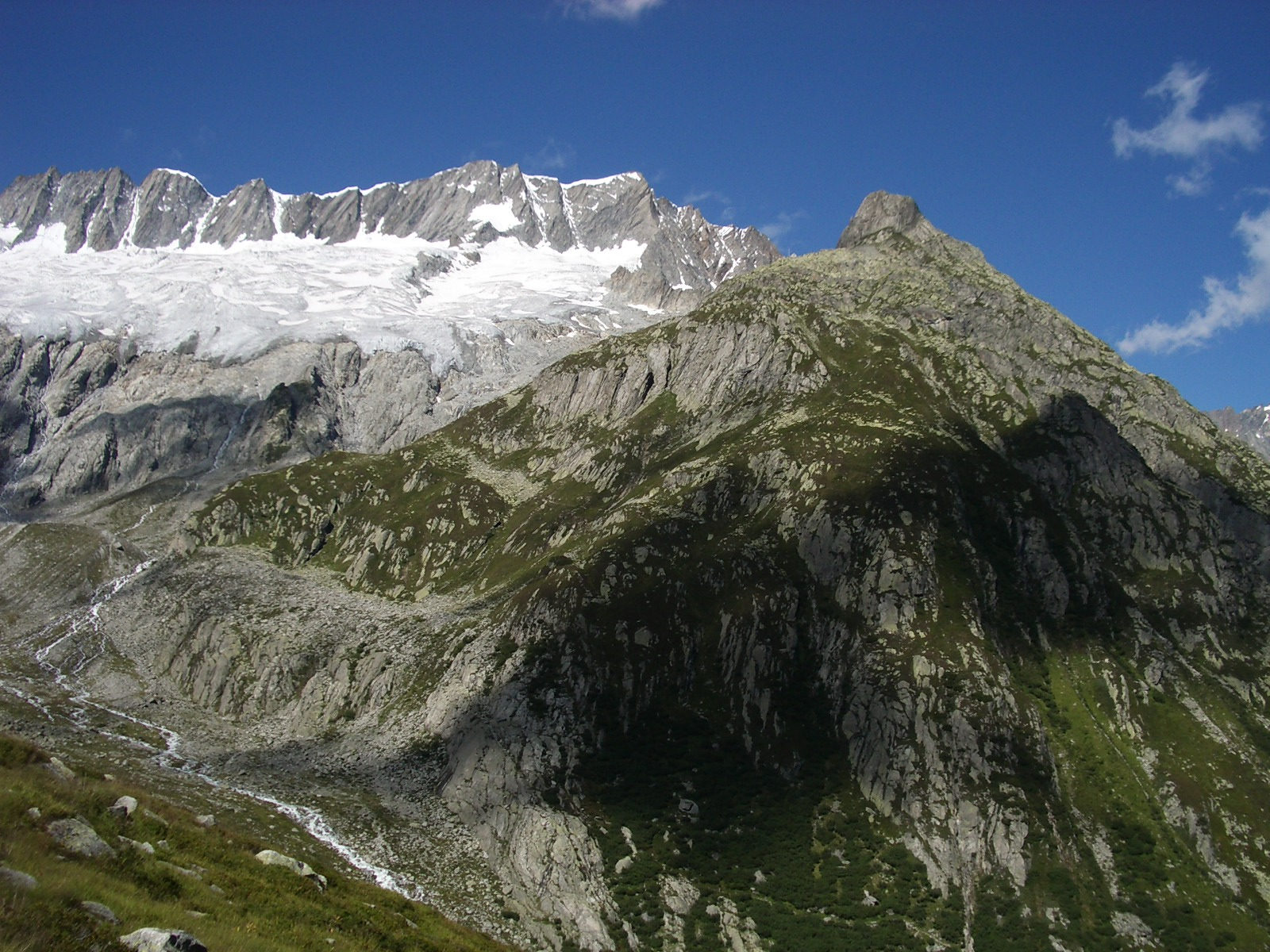
Dammastock

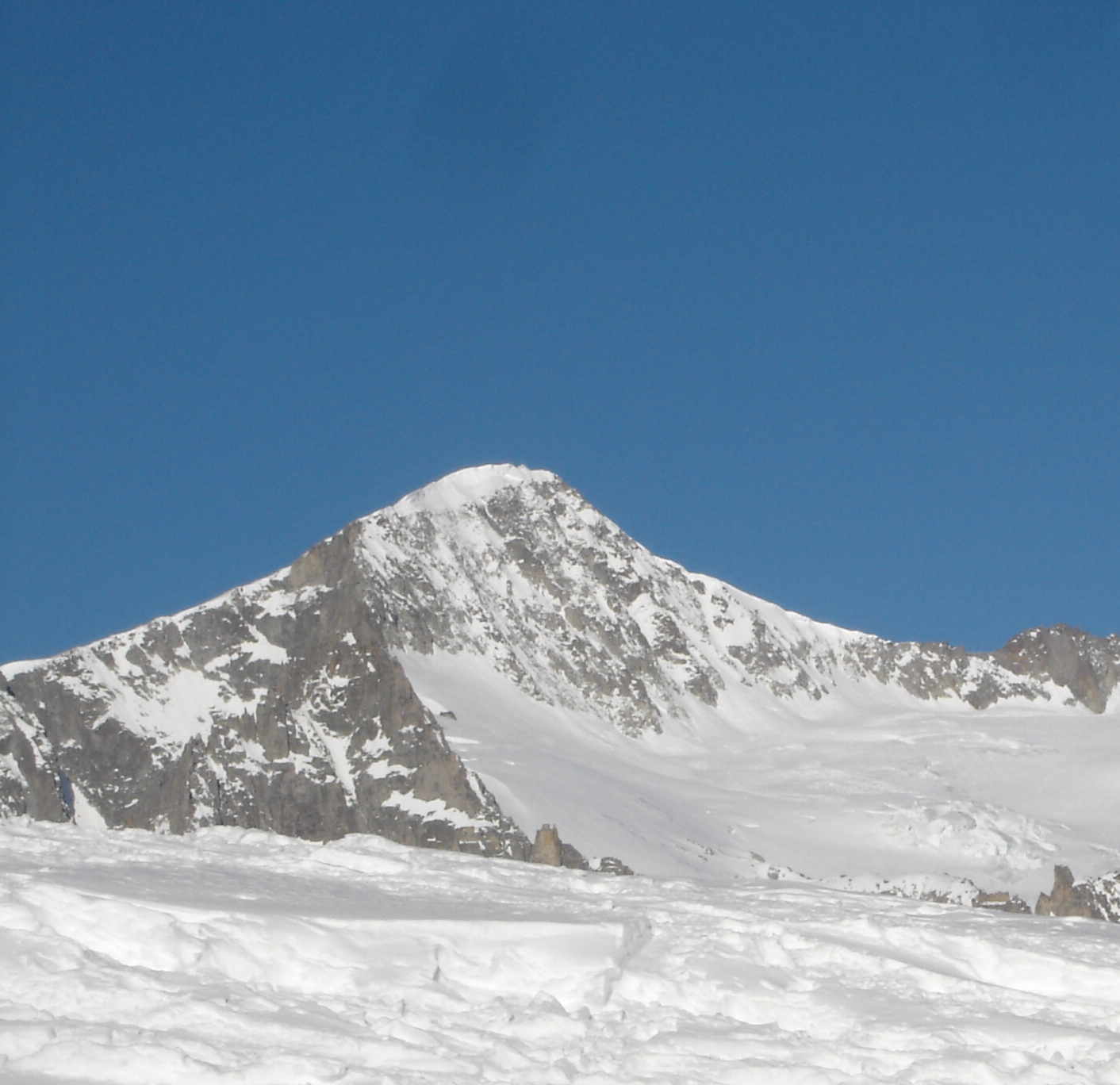
Galenstock

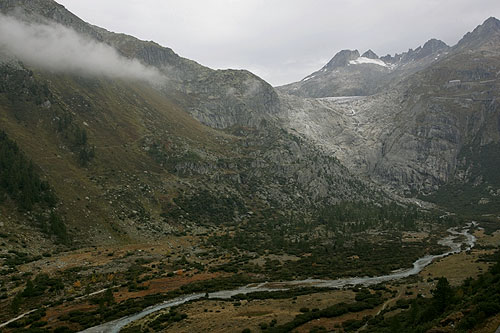
Rhonegletscher (Rhonský ledovec) a řeka Rhôna z něj vytékající

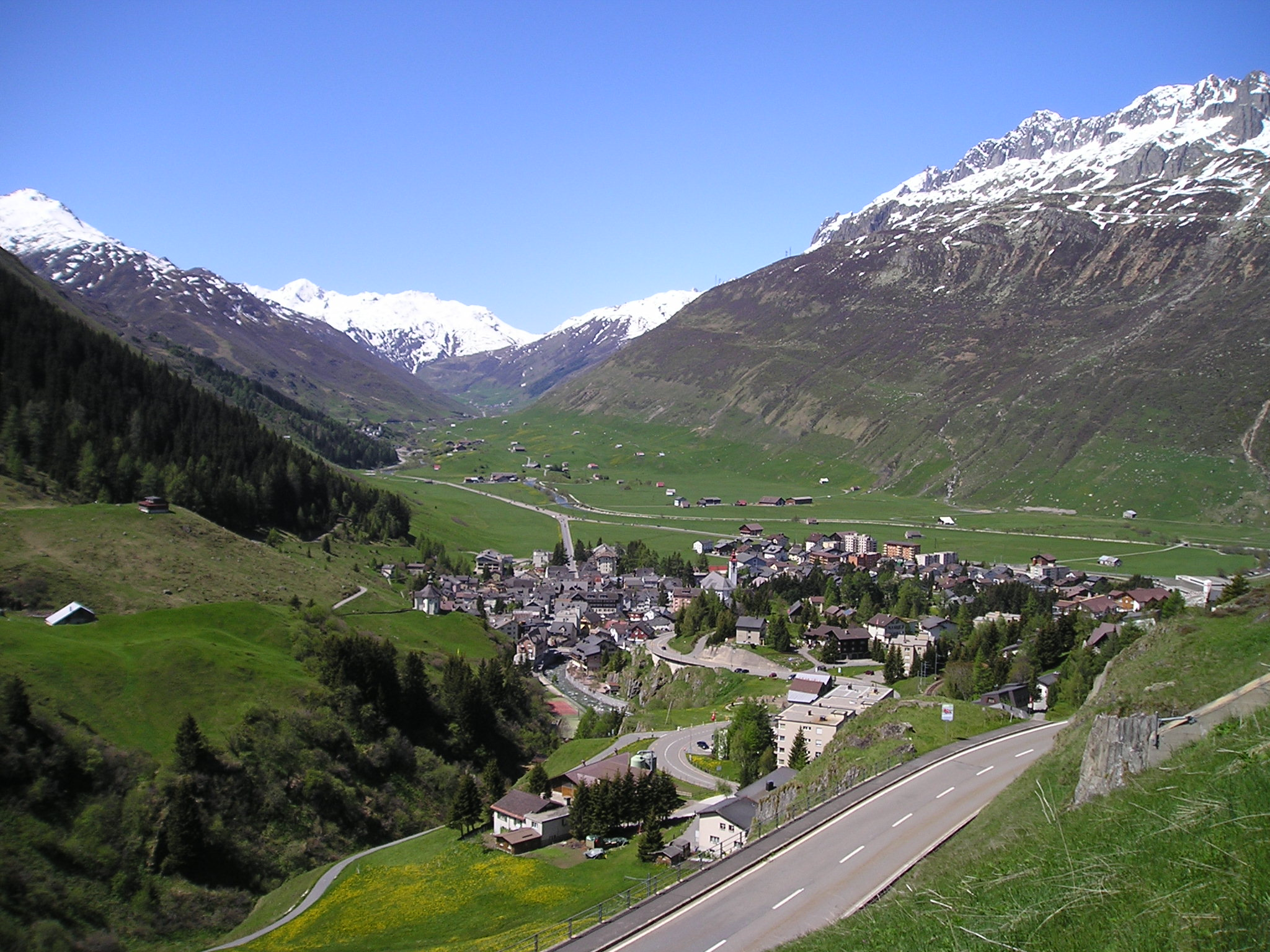
Andermatt

Urnské Alpy jsou plošně poměrně malou (1300 km²), ale vysoko položenou skupinou, ležící ve Švýcarsku v kantonu Uri. Název hor přímo vychází z názvu kantonu. Geomorfologicky se řadí do Vnějších krystalických Alp. Území Urnských Alp je poměrně řídce osídleno. Pohoří charakterizují mohutné zaledněné štíty s příkrými žulovými stěnami. Nejvyšším štítem pohoří je Dammastock (3630 m).

## Poloha
Na severu vymezuje hranice horstva Lucernské jezero (Vierwaldstättersee). Na východě odděluje masiv Urnských Alp od sousedních Glarnských Alp údolí řeky Reuass. Na jihu a západě tvoří hranice částečně řeky Rhôna a Aare a oddělují tak pohoří od Bernských Alp.

## Členění
Pohoří se geograficky dělí do mnoha samostatných celků a masivů. Nejvyšší a nejvíce zaledněné hory se nalézají zejména jižně od sedla Sustenpass (2224 m). Nejvyšším masivem je vysoká žulová stěna Dammastock, vypínající se nad ledovcem Dammaglatscher a s několika sousedními vrcholy tvoří osu pohoří. Severně od Sustenpassu leží především turisticky významná skupina Titlis, ležící v blízkosti jednoho z nejvýznamnějších lyžařských středisek v zemi - Engelbergu. Na západě pohoří dominují masivy Západní a Východní Melchertalerské Alpy (Huetstock, 2676 m), skupina Brisen a masiv Uri-Rostock ležícího poblíž historického města Altdorf. K pohoří se také řadí masiv Pilatus.

### Nejvyšší vrcholy
| - Dammastock (3630 m) - Schneestock (3608 m) - Rhonestock (3596 m) - Galenstock (3586 m) - Eggstock (3583 m) - Tiefenstock (3515 m) - Sustenhorn (3503 m) - Hinter Tierberg (3447 m) - Gwächtenhorn (3420 m) - Mittlerer Tierberg (3418 m) - Fleckistock (3416 m) - Maasplanggstock (3401 m) - Wysse Nollen (3398 m) - Diechterhorn (3389 m) - Tieralplistock (3382 m) | - Chli Sustenhorn (3318 m) - Vorderes Sustenlimihorn (3316 m) - Stucklistock (3308 m) - Gletschhorn (3305 m) - Titlis (3238 m) - Rorspitzli (3220 m) - Sidelenhorn (3217 m) - Gwächtenhorn (3214 m) - Brunnenstock (3210 m) - Gross Bielenhorn (3210 m) - Chüeplanggenstock (3207 m) - Voralphorn (3203 m) - Winterstock (3203 m) - Chelenalphorn (3202 m) - Gross Griessenhorn (3202 m) |  |

## Vodstvo
Urnské Alpy jsou velmi bohaté na vodu a vodní zdroje, prameny, jezera, řeky a vodopády. Řeka Rhôna pramení právě z ledovců Urnských Alp. Její zdroj se nalézá ve vodě vycházející z tajícího ledovce Rhonegletscher pod masivem Dammastock.

## Turismus
Jedním z turisticky nejvýznamnějších míst v Urnských Alpách je silniční sedlo Furkapass (2436 m) z kterého míří do hor řada značených cest. Z vyhlídky lze pozorovat ustupující čelo ledovce Rhonegletscher napájející řeku Rhônu. Na dominantu města Luzern, vrchol Pilatus (2221 m), vede nejstrmější ozubnicová železnice na světe postavená v roce 1889.

### Zimní sporty
Stoupání místy překonává až 48%. Střediskem rekreace a sportu v horách je město Engelberg. Velkým turistickým magnetem je také vrchol Titlis, na který vede soustava lanovek a na vrcholu je vyhlídková restaurace. Zimní svahy Titlisu jsou také vyhledávány lyžaři. V létě se na jeho ledovci nelyžuje.

### Zajištěné cesty
Pro příznivce zajištěných cest jsou zde velké možnosti především nových via ferrat. Mezi nejznámější patří Tälli klettersteig z roku 1993 kterou absolvuje přes 3000 návštěvníků ročně. Byla to zároveň první ferrata Švýcarska. Druhou významnou zajištěnou cestou je Via ferrata Diavolo nacházející se v blízkosti Andermattu.

### Horolezectví
Díky své divokosti a rozeklanosti jsou Urnské Alpy vyhledávány horolezci. Svou kompaktní žulou a těžkými cestami vyniká především rozervaný hřeben Salbitschijen, ležící na východním okraji pohoří. V oblasti sedla Furkapass je to především oblast vrcholu Gletschhorn (3305 m). Návštěvníci tu narazí na množství cest v klasifikaci III.-V.UIAA.

### Chaty

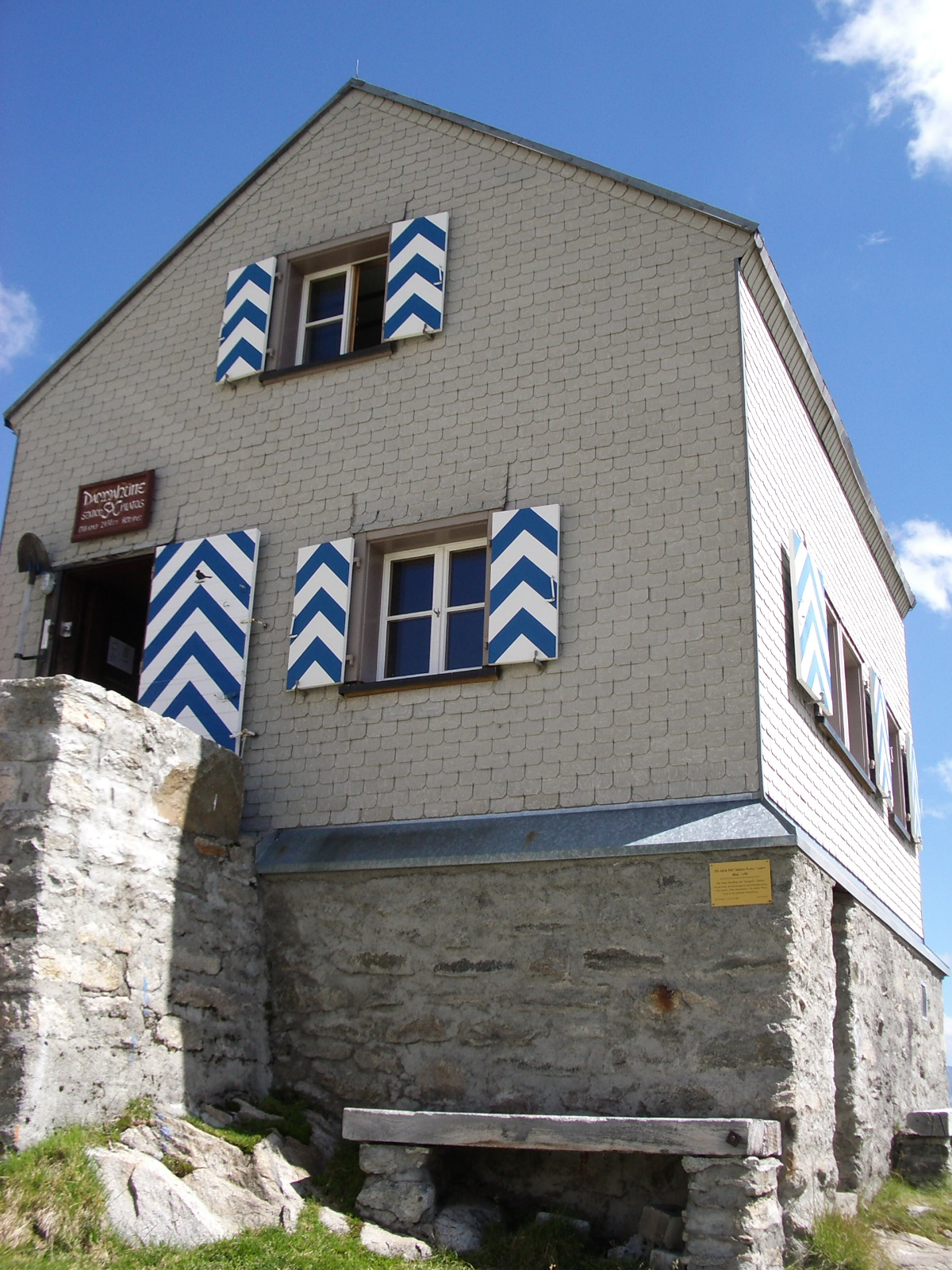
Chata Dammahütte

Turistům a horolezcům slouží v horách řada horských chat a bivaků.
- Gelmerhütte (2412 m) - oblast Gelmerhörner-Tieralplistock
- Windegghütte (1900 m) - oblast Gelmerhörner-Tieralplistock-Tierberg
- Trifthütte (2520 m) - oblast Gelmerhörner-Tieralplistock-Tierberg
- Albert-Heim hütte (2542 m) - oblast Galenstock-Gletschhorn-Schöllenen
- Sidelenhütte (2708 m) - oblast vrcholu Galenstock
- Dammahütte - (2438 m) oblast vrcholu Dammastock
- Tierberglihütte (2797 m) - oblast vrcholu Tierberg
- Chelenalphütte (2350 m) - oblast Tierberg-Sustenhorn
- Bergseehütte (2370 m) - oblast Sustenhorn-Bergseeschijen
- Voralphütte (2123 m) - oblast Sustenhorn-Fleckistock
- Salbithütte (2105 m) - oblast Salbitschijen

## Dostupnost
Takřka středem pohoří vede významná silniční komunikace, která spojuje dolinu Reuss s dolinou řeky Aare přes sedlo Sustenpass (2224 m). Na jihu pohoří zpřístupňuje horstvo silnice vedoucí přes sedlo Furkapass (2431 m). Do jednotlivých dolin zabíhají většinou volně sjízdné silničky či cesty. V několika případech se jedná o soukromé komunikace, na kterých se platí mýto.

## Externí odkazy

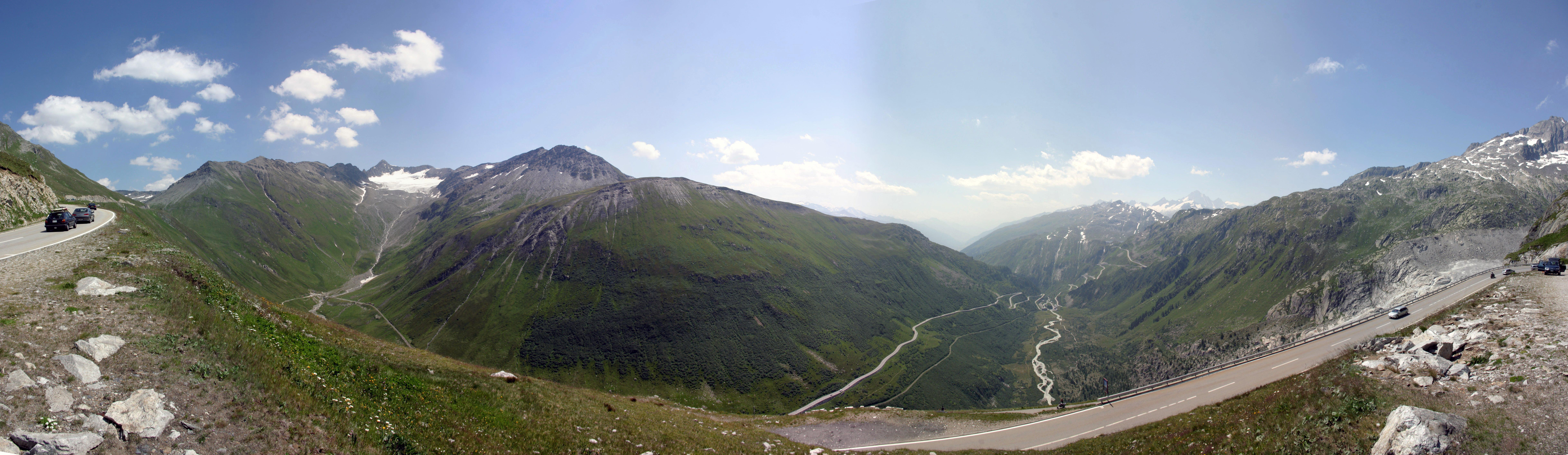
Urnské Alpy ze sedla Furkapass